# Kazumi Takada
Kazumi Takada, född 28 juni 1951 i Shizuoka prefektur, Japan, död 1 oktober 2009, var en japansk fotbollsspelare.